# Nikolai Okhlopkov
Nikolai Okhlopkov (8 de noviembre de 1995) es un deportista rumano que compite en lucha libre. Ganó una medalla de bronce en el Campeonato Europeo de Lucha de 2020, en la categoría de 61 kg.

## Palmarés internacional
| Campeonato Europeo | Campeonato Europeo | Campeonato Europeo | Campeonato Europeo |
| Año                | Lugar              | Medalla            | Categoría          |
| ------------------ | ------------------ | ------------------ | ------------------ |
| 2020               | Roma (Italia)      | Medalla de bronce  | 61 kg              |